# Тако
Та́ко (на испански: taco) е ястие от мексиканската кухня. Представлява сандвич от тортиля, свита на тръба или във форма на плик, напълнена с плънка от печено на скара месо, резени салам чорисо, лук, зелена салата, боб и даже кактусови листа. Като подправки се използват сирене, гуакамоле (сос от авокадо с домати, лук и зелени чушки) и лютиви сосове на основата на чушки – чили.

## Външни прапратки
- Taco Bell: Tacos
- Tacos de carnitas Архив на оригинала от 2011-09-12 в Wayback Machine.
- Taco Recipe Архив на оригинала от 2012-04-02 в Wayback Machine.
- Tacos Al Pastor, le kebab mexicain